# SHOOT BOXING 2019 act.3
SHOOT BOXING 2019 act.3（シュートボクシング2019アクト3）は、シュートボクシングの大会の一つ。2019年6月27日、東京都文京区後楽で開催される。

## 大会概要
前回の試合でチャド・コリンズに対戦し、判定に大差をつけられた海人、暫くシュートボクシング の試合に出ていなかった内藤大樹の復帰戦。

## 試合結果
第1試合 SB日本女子ミニマム級（48.0kg）　エキスパートクラス特別ルール　3分3R延長無制限R
◯  日本 MISAKI vs.  韓国 パク・ユジン ×
2R 1分57秒 終了 KO（フロントチョーク）
第2試合 66.0kg契約　エキスパートクラス特別ルール　3分3R延長無制限R
◯  日本 未奈 vs.  韓国 キム・ジュヒョン ×
3R 2分46秒 終了 KO（右フック）
第3試合 68.5kg契約　エキスパートクラス特別ルール　3分3R延長無制限R
◯  日本 村田義光 vs.  日本 鳥居剛 ×
2R1分14秒 終了　KO（バックブロー）
第4試合 SB日本ヘビー級　エキスパートクラス特別ルール　3分3R延長無制限R
◯  日本 山田二世 vs.  日本 斐也 ×
3R 終了 判定3-0（28－27、28－27、28－26）
第5試合 63.0kg契約　エキスパートクラス特別ルール　3分3R延長無制限R
◯  日本 北井智大 vs.  日本 上田一哉 ×
延長R 2分53秒 終了 KO
第6試合 SB日本ライト級（62.5kg）　エキスパートクラス特別ルール　3分3R延長無制限R
◯  日本 町田光 vs.  日本 村田聖明 ×
3R 終了 判定3-0（30－28、30－28、30－27）
第7試合 56.0kg契約　エキスパートクラス特別ルール　3分3R延長無制限R　※ヒジ打ちあり
◯  日本 笠原友希 vs.  日本 小笠原瑛作 ×
3R46秒 終了 TKO（ドクターストップ）
第8試合 63.0kg契約　エキスパートクラス特別ルール　3分3R延長無制限R
◯  日本 西岡蓮太 vs.  日本 増井侑輝 ×
3R 終了 判定3-0（30ー28、30ー28、30ー27）
第9試合 59.0kg契約　エキスパートクラス特別ルール　3分3R延長無制限R
◯  日本 笠原弘希 vs.  日本 内藤大樹 ×
再延長R 終了 判定2-0（10ー10、10ー9、10ー9）
第10試合 69.0kg契約　エキスパートクラスルール　3分5R延長無制限R　※ヒジなし
◯  日本 海人 vs  日本 中島弘貴 ×
4R2分56秒 終了 TKO（3ノックダウン）